# Palojoensuu
Palojoensuu (same du Nord : Bálojohnjálbmi) est un village de la municipalité d'Enontekiö en Finlande.

## Présentation
Le village est entre la route européenne 8 et Muonio. 
La route principale 93 qui part de Palojoensuu mène à Hetta le centre administratif de la municipalité d'Enontekiö, à 26 km à l'est, puis jusqu'à Kautokeino.
Le village est coupé en deux par la rivière Palojoki, qui se termine dans la Muonio.
La route des quatre vents, écrit par Yrjö Kokko en 1947, commence à Palojoensuu. 
Il traverse Kilpisjärvi jusqu'à la Norvège, jusqu'à l'océan Arctique.